# Font de Sallent
La Font de Sallent és una font del terme municipal de Talarn, al Pallars Jussà, dins del territori de la vila de Talarn.
Està situada a 583,5 m d'altitud, a l'esquerra de la llau dels Sabarissos, a ponent de l'ermita de Sant Sebastià, al nord-oest de la vila de Talarn.